# Delray Beach International Tennis Championships 2016
Delray Beach International Tennis Championships 2016 — тенісний турнір, що проходив на кортах з твердим покриттям у місті Делрей-Біч, США з 15 лютого. Належав до категорії ATP World Tour 250, був турніром серії Delray Beach Open 2016 року.

## Фінальна частина

### Одиночний розряд
Сем Кверрі —  Ражів Рам 6–4, 7–6(8–6)

### Парний розряд
Олівер Марах /  Фабріс Мартен —  Боб Браян /  Майк Браян 3–6, 7–6(9–7), [13–11]